# Adelisa Grabus
Adelisa Grabus, född 26 maj 1996, är en svensk fotbollsspelare som spelar för AIK.

## Karriär
Grabus är född i Västerås, men uppväxt i Arboga där hon började spela fotboll som femåring i Arboga Södra IF. Säsongen 2011 gjorde hon 18 mål i Division 3. Säsongen 2012 blev hon delad skytteligavinnare i Division 3 med 16 gjorda mål.
Hösten 2012 gick hon över till KIF Örebro. Inför säsongen 2013 flyttades hon upp i A-truppen. Säsongen 2016 spelade Grabus 15 matcher, varav 11 som startspelare. I oktober 2016 råkade Grabus ut för en korsbandsskada. Inför säsongen 2019 gick hon till Växjö DFF.
I januari 2020 värvades Grabus av AIK. Grabus tävlingsdebuterade den 22 februari 2020 i en 2–4-förlust mot Djurgårdens IF i Svenska cupen, där hon även gjorde sitt första mål. Grabus gjorde 25 mål på 26 ligamatcher under säsongen 2020 och var en bidragande orsak att AIK blev uppflyttade till Damallsvenskan under säsongen. I november 2020 förlängde Grabus sitt kontrakt i klubben med två år. Inför säsongen 2023 meddelade AIK att Grabus skrivit på för ytterligare en säsong i klubben. Säsongen 2023 blev en rekordsäsong både för AIK och för Grabus. Laget vann Elitettan och slog målrekordet i serien. Högt bidragande till detta var Grabus med sina 26 mål på 25 spelade matcher. Inför 2024 meddelade AIK att Grabus och klubben kommit överens om ytterligare 2 år i den svartgula tröjan, med ett nytt kontrakt som sträcker sig till och med säsongen 2025.